# Anomala thoracophora
Anomala thoracophora är en skalbaggsart som beskrevs av Ohaus 1916. Anomala thoracophora ingår i släktet Anomala och familjen Rutelidae. Inga underarter finns listade i Catalogue of Life.